# 852
852 (DCCCLII) je bilo prestopno leto, ki se je po julijanskem koledarju začelo na petek.

## Dogodki
- 1. januar

## Rojstva
- Nikolaj I. Mistik, carigrajski ekumenski patriarh († 925)

## Smrti
- Abd Al Rahman II., emir Kordovskega emirata (* 788)
- Presijan, bolgarski kan (* ni znano)